# Lasiacis sloanei
Lasiacis sloanei là một loài thực vật có hoa trong họ Hòa thảo. Loài này được (Griseb.) Hitchc. mô tả khoa học đầu tiên năm 1911.